# 奧索德
奧索德（匈牙利語：Aszód，匈牙利語發音：[ˈɒsoːd]）是匈牙利佩斯州的城鎮，位於該國北部，面積16.21平方公里，該地區自史前時代已有人類居住，2011年人口6,395，其中約四成居民信奉天主教。

## 外部連結
- Street map （页面存档备份，存于） （匈牙利文）